# Alexandr Stěpanovič Antonov
Alexandr Stěpanovič Antonov (rusky Александр Стеранович Антонов, 26. červencejul./ 7. srpna 1888greg., Moskva, Ruské impérium – 24. dubna 1922, Borisoglebsk, RSFSR) byl člen strany socialistů-revolucionářů.

## Životopis
Narodil se v Moskvě, ale velkou část dětství strávil v Kirsanově. Později studoval v Tambově tamní reálné gymnázium, z něhož však byl pro revoluční projevy vyhnán. Vrátil se do Moskvy a pracoval jako nádeník.
Od roku 1904, kdy mu bylo pouhých šestnáct let, byl členem strany Eserů. Pro shromažďování peněz pro stranu často vykrádal banky nebo vlaky s cennostmi. Při jednom přepadení poštovního vozu byl zatčen a odsouzen na 20 let vězení ve Vladimirské věznici.
Roku 1917 byl amnestován prozatímní vládou. Vrátil se do Kirsanova, po říjnové revoluci však odjel do Tambova, kde se stal velitelem domobrany. Dokázal bojovat nejen proti bolševikům, ale i proti československým legiím.
Dne 24. dubna 1922 uprchl spolu s bratrem Dmitrijem a svými spolupracovníky z Tambova před Čekisty. Ve vesnici Borisoglebsk však byl dostihnut a ve slepé uličce se svým doprovodem zastřelen. Všichni byli pohřbeni v Kazaňském klášteře.